# دهنده الکترون
دهندهٔ الکترون یک مادهٔ شیمیایی است که به ترکیب دیگر، الکترون می‌دهد. این ماده یک عامل کاهنده است که درنتیجهٔ این الکترون دادن، باعث اکسایش خودش در فرایند می‌شود.
معمولاً عامل‌های کاهنده در اثر واکنش‌های شیمیایی یونی یا کووالانسی دچار دگرگونی‌های شیمیایی همیشگی می‌شوند. این پدیده باعث می‌شود که یک یا چند الکترون طی یک فرایند برگشت‌ناپذیر به طور کامل منتقل شوند. در بسیاری موقعیت‌های شیمیایی انتقال بار الکترونی به یک پذیرندهٔ الکترون صورت می‌گیرد اما در این انتقال می‌تواند به صورت جزئی باشد به این معنی که الکترون به طور کامل منتقل نمی‌شود بلکه یک رزونانس (طنین) میان دهنده و گیرندهٔ الکترون پدید می‌آید. این باعث می‌شود که پیچیدگی‌های انتقال بار ایجاد شود که در طی آن اجزاء ویژگی‌های شیمیایی خود را تا حد زیادی حفظ می‌کنند.
میزان دهندگی یک مولکول دهندهٔ الکترون را می‌توان با انرژی یونش آن بدست آورد؛ انرژی یونش عبارت است از انرژی مورد نیاز برای برداشتن یک الکترون از بالاترین سطح انرژی اوربیتال مولکولی.
تعادل نهایی انرژی (ΔE)، انرژی بدست آمده یا از دست رفته در یک انتقال، در یک دهنده-گیرندهٔ الکترون از تفاضل میان الکترون‌خواهی (A) و انرژی یونش (I) بدست می‌آید:
{\displaystyle {\Delta }E=A-I\,}
در شیمی، آن دسته از دهنده‌های الکترون که نه تنها یک الکترون بلکه یک یا چند جفت-الکترون انتقال می‌دهند و باعث ایجاد پیوند کووالانسی با یک مولکول پذیرنده می‌شوند، باز لوییس نام دارند. این پدیده آغازی بر بحث گستردهٔ شیمی اسید و باز لوییس است. نیروهای تأثیرگذار در رفتار دهنده یا گیرندهٔ الکترون بر پایهٔ مفاهیم الکترون-پوزیتیوی (برای دهنده) و الکترونگاتیوی (برای گیردنده) اتم‌ها یا مولکول‌ها تعیین می‌شود.

## دهنده‌های الکترون در زیست
در زیست‌شناسی، دهنده‌های الکترون در طی تنفس یاخته‌ای، یک الکترون آزاد می‌کنند که منجر به آزادسازی انرژی می‌شود. ریزاندامگانی همچون باکتری‌ها در فرایندهای انتقال الکترون، انرژی بدست می‌آورند. در اثر این مکانیسم سلولی، ریزاندامگان انرژی لازم را بدست می‌آورد. در طی فرایند (زنجیره انتقال الکترون)، دهندهٔ الکترون دچار اکسایش و گیرنده دچار کاهش می‌شود. هیدروکربنهای نفتی، حلال‌های مانند وینیل کلرید، مواد ارگانیک خاک و ترکیب‌های کاهش یافتهٔ غیرارگانیک همگی ترکیب‌هایی اند که می‌توانند مانند یک دهندهٔ الکترون رفتار کنند. این واکنش‌ها غیر از اینکه باعث می‌شوند مواد زیستی (ارگانیزم‌ها) انرژی بدست آورند در زیست‌فروسایی طبیعی آلاینده‌های زیستی هم تأثیر می‌گذارند.